# Champ Car Series 1981
De Champ Car Series 1981 was het derde CART kampioenschap dat gehouden werd tussen 1979 en 2007. Het werd gewonnen door Rick Mears. De race op het circuit van Indianapolis werd gewonnen door Bobby Unser, maar telde dat jaar niet mee voor het CART kampioenschap.

## Races
|    | Datum        | Circuit                         | Winnaar           | Tweede                | Derde             | Pole position     |
| 1  | 22 maart     | Phoenix International Raceway   | Johnny Rutherford | Bobby Unser           | Tom Sneva         | Bobby Unser       |
| 2  | 7 juni       | Milwaukee Mile                  | Mike Mosley       | Kevin Cogan           | Mario Andretti    | Gordon Johncock   |
| 3  | 21 juni      | Atlanta Motor Speedway (race 1) | Rick Mears        | Johnny Rutherford     | Mario Andretti    | Johnny Rutherford |
| 4  | 21 juni      | Atlanta Motor Speedway (race 2) | Rick Mears        | Mario Andretti        | Johnny Rutherford | Rick Mears        |
| 5  | 25 juli      | Michigan International Speedway | Pancho Carter     | Tony Bettenhausen Jr. | Rick Mears        | Tom Sneva         |
| 6  | 30 augustus  | Riverside International Raceway | Rick Mears        | Gordon Johncock       | Bill Alsup        | Geoff Brabham     |
| 7  | 5 september  | Milwaukee Mile                  | Tom Sneva         | Rick Mears            | Bobby Unser       | Johnny Rutherford |
| 8  | 20 september | Michigan International Speedway | Rick Mears        | Mario Andretti        | Al Unser Sr.      | Rick Mears        |
| 9  | 4 oktober    | Watkins Glen                    | Rick Mears        | Johnny Rutherford     | Bill Alsup        | Mario Andretti    |
| 10 | 18 oktober   | Autódromo Hermanos Rodríguez    | Rick Mears        | Al Unser Sr.          | Gordon Johncock   | Bobby Unser       |
| 11 | 31 oktober   | Phoenix International Raceway   | Tom Sneva         | Bobby Unser           | Gordon Johncock   | Bobby Unser       |

## Eindrangschikking (Top 10)
| Rank | Rijder                | Ptn |
| ---- | --------------------- | --- |
| 1.   | Rick Mears            | 304 |
| 2.   | Bill Alsup            | 175 |
| 3.   | Pancho Carter         | 166 |
| 4.   | Gordon Johncock       | 142 |
| 5.   | Johnny Rutherford     | 120 |
| 6.   | Tony Bettenhausen Jr. | 107 |
| 7.   | Bobby Unser           | 99  |
| 8.   | Tom Sneva             | 96  |
| 9.   | Bob Lazier            | 92  |
| 10.  | Al Unser Sr.          | 90  |

1979 · 
1980 ·
1981 ·
1982 ·
1983 ·
1984 ·
1985 ·
1986 ·
1987 ·
1988 ·
1989 ·
1990 ·
1991 ·
1992 ·
1993 ·
1994 ·
1995 ·
1996 ·
1997 ·
1998 ·
1999 ·
2000 ·
2001 ·
2002 ·
2003 ·
2004 ·
2005 ·
2006 ·
2007